# Катастрофа Ту-154 в Алма-Ате
Катастрофа Ту-154 в Алма-Ате — крупная авиационная катастрофа, произошедшая в ночь на вторник 8 июля 1980 года на восточной окраине Алма-Аты. Авиалайнер Ту-154Б-2 авиакомпании «Аэрофлот» выполнял внутренний рейс SU-4225 по маршруту Алма-Ата—Ростов-на-Дону—Симферополь, но через 1 минуту и 40 секунд после взлёта рухнул на землю и полностью разрушился. Погибли все находившиеся на его борту 166 человек (156 пассажиров и 10 членов экипажа), также ещё 9 человек на земле получили ранения.
Это крупнейшая авиакатастрофа на территории Казахстана.

## Самолёт
Ту-154Б-2 (регистрационный номер СССР-85355, заводской 79А-355, серийный 0355) был выпущен Куйбышевским авиационным заводом (КуАПО) 20 июля 1979 года и через 6 дней (26 июля) был передан авиакомпании «Аэрофлот» (Алма-Атинский ОАО Казахского Управления гражданской авиации). Оснащён тремя турбовентиляторными двигателями НК-8-2У производства КМПО. На день катастрофы совершил 1124 цикла «взлёт-посадка» и налетал 2438 часов. Ввиду малого срока эксплуатации (чуть менее года), крупных ремонтов не проходил.

## Экипаж и пассажиры
Самолётом управлял опытный экипаж из 218-го лётного отряда (Алма-Атинский объединённый авиаотряд), его состав был таким:
- Командир воздушного судна (КВС) — 46-летний Алексей Михайлович Кулагин. Налетал на Ту-154 2628 часов.
- Второй пилот — 35-летний Александр Викторович Быков. Налетал на Ту-154 233 часа.
- Штурман — Юрий Константинович Астафьев. Налетал на Ту-154 277 часов.
- Бортинженер — 42-летний Анатолий Николаевич Гуров. Налетал на Ту-154 2334 часа.
- Проверяющий-штурман — 52-летний Алексей Яковлевич Якукин.

В салоне самолёта работали пятеро бортпроводников:
- Нина Алексеевна Чалых, 38 лет.
- Александр Николаевич Ситников, 26 лет.
- Татьяна Владимировна Прохорова, 20 лет.
- Ольга Петровна Вотякова, 26 лет.
- Лариса Анатольевна Деговец, 20 лет.

На борту самолёта находились 156 пассажиров — 126 взрослых и 30 детей. Взлётный вес лайнера составлял 97 тонн.

## Катастрофа
В 00:38 по местному времени рейс SU-4225 совершил взлёт из аэропорта Алма-Аты с магнитным курсом 230° и начал набор высоты. Ночное небо над Алма-Атой было затянуто высококучевыми облаками, видимость составляла 10 км, дул слабый южный ветер, температура воздуха составляла +20°С. На высоте 120 метров при скорости 320 км/ч экипаж начал убирать механизацию крыла. На высоте 150 метров закрылки были выпущены на 5°, предкрылки на 12°, стабилизатор установлен на −1° и убраны шасси, когда самолёт начал неожиданное быстрое снижение и появился крен вправо 18°. Экипаж сразу устранил крен, но предотвратить потерю высоты не удалось.
Через 113 секунд после начала разбега по ВПП, несмотря на максимальную тягу двигателей, лайнер с тангажом +6° на скорости 400 км/ч и с вертикальной скоростью 2-3 м/сек врезался в пшеничное поле в 3396 метрах юго-западнее торца взлётной полосы в 60 метрах правее её створа. Отскочив от земной поверхности и повернув вправо на 8°, самолёт пролетел ещё 86 метров и рухнул на поле второй раз. Проскользив по нему 63 метра, авиалайнер опять оторвался от земли и пролетел ещё 80 метров, а затем упал на землю.
В 295 метрах от точки первого касания, проскользив по земле 66 метров, самолёт упал в овраг глубиной 3 метра и шириной 44 метра. Врезавшись в противоположный склон оврага (339 метров от места первого касания земли), лайнер развернулся влево на 10° и разрушился. Отделившаяся средняя часть фюзеляжа с фрагментом крыла ударилась о склон и подлетела вверх, после чего, пролетев 370 метров, врезалась в отвесный склон высотой 8 метров и взорвалась. Носовая часть авиалайнера вылетела из оврага и врезалась в жилые дома на улице Федосеева на восточной окраине Алма-Аты, разрушив 2 жилых барака и 4 жилых дома. С момента отрыва от ВПП до разрушения самолёта прошла 1 минута и 40 секунд.
В результате катастрофы все 166 человек на борту Ту-154 (10 членов экипажа и 156 пассажиров) погибли; на земле никто не погиб, но были ранены 9 человек; 3 из них были госпитализированы.

## Расследование
Самолёт взлетал ночью из горного аэропорта (высота 681 метр над уровнем моря) при взлётном весе 97 тонн, близком к максимальному. Атмосферное давление составляло 696 мм рт. ст., а температура воздуха +20 °C, с повышением на высоте до +30 °C (за счёт инверсии). По свидетельству очевидцев, во время взлёта самолёта наблюдалось значительное усиление ветра на его пути, которое совпало с началом уборки механизации крыла.
По официальной версии, катастрофа рейса SU-4225 произошла из-за внезапно появившегося атмосферного возмущения, вызвавшего мощный нисходящий воздушный поток (до 14 м/сек) и сильный попутный ветер (до 20 м/сек) при взлёте, в момент уборки механизации, при высоком взлётном весе, в условиях высокогорного аэродрома и высокой температуры воздуха. Сочетание этих факторов при малой высоте полёта и при внезапно возникшем боковом крене, исправление которого кратковременно отвлекло экипаж, предопределило фатальный исход полёта.
Рекомендации были даны на основании теоретических расчётов, так как практические испытания Ту-154 с максимально допустимым весом (на горном аэродроме, при высоких температурах воздуха по производству взлёта, набора высоты, захода на посадку и посадки) не проводились.

## Последствия катастрофы
Впоследствии на приборной панели всех самолётов появился прибор, оценивающий реальное значение обтекания крыла воздухом. Также была изменена высота уборки закрылков, а на Ту-154 она проводилась в два этапа.

## Культурные аспекты
Можно встретить утверждение, что авиакатастрофе посвящена песня «Из Алма-Аты» группы «Ногу свело!». Однако лидер группы Максим Покровский на вопросы о происхождении песни неоднократно отвечал, что она родилась «чисто фонетически».